# Renate Dodell
Renate Dodell (* 7. November 1952 in Seeshaupt) ist eine bayerische Politikerin (CSU) und ehemalige Abgeordnete des Bayerischen Landtags.

## Ausbildung und Beruf
Renate Dodell studierte nach dem Abitur 1972 am mathematisch-naturwissenschaftlichen Gymnasium Weilheim Wirtschaftswissenschaften/Geographie für das Lehramt an Realschulen in München. 1977 legte sie das zweite Staatsexamen ab. Nach drei Jahren Tätigkeit als Lehrerin und einer Familienpause war sie 1987 bis 1994 selbständig mit einem Buchführungsbüro tätig.
Renate Dodell ist römisch-katholisch, geschieden und Mutter dreier Kinder.

## Politik
Renate Dodell ist seit 1974 Mitglied der CSU und der Frauen-Union. In der CSU hat sie eine Reihe von Vorstandsämtern inne. So war sie von 1991 bis 1995 CSU-Ortsvorsitzende in Penzberg und von 1994 bis 2009 CSU-Kreisvorsitzende im Landkreis Weilheim-Schongau (Oberbayern).
Von 1996 bis 2009 war Renate Dodell Kreisrätin im Landkreis Weilheim-Schongau. Sie gehörte vom 17. Oktober 1994 bis zum 7. Oktober 2013 dem Bayerischen Landtag an und war dort ab 2003 stellvertretende Fraktionsvorsitzende der CSU-Landtagsfraktion. Sie vertrat den Stimmkreis Weilheim-Schongau (Wahlkreis Oberbayern).
2004, 2009, 2010 und 2012 war Renate Dodell Mitglied der 12., 13., 14. und 15. Bundesversammlung.

## Sonstige Ämter
Renate Dodell war stellvertretende Vorsitzende im Stiftungsrat der Bayerischen Landesstiftung, von 2011 bis 2024 Vorsitzende des Hospizvereins im Pfaffenwinkel und ist Mitglied in vielen örtlichen Vereinen wie dem Bayerischen Roten Kreuz, Heimatverband Lech-Isar-Land e. V., Freundeskreis Freilichtmuseum Südbayern und dem Bayerischen Landesverein für Heimatpflege.

## Auszeichnungen
- Am 14. Juli 2005 wurde Renate Dodell mit dem Bayerischen Verdienstorden ausgezeichnet.
- Am 2. Dezember 2010 wurde ihr die Bayerische Verfassungsmedaille in Silber verliehen.
- Im Jahr 2016 erhielt sie den Goldenen Ehrenring des Landkreises Weilheim-Schongau für ihre Verdienste um den „Hospizverein im Pfaffenwinkel“ und das stationäre Hospiz in Polling.[3]
- Die Bayerische Staatsmedaille für Verdienste um Gesundheit und Pflege erhielt sie 2023 für ihre Verdienste um die Hospizversorgung.[4]